# Bruno Mattei
Bruno Mattei (* 30. Juli 1931 in Rom; † 21. Mai 2007 in Lido di Ostia, Rom) war ein italienischer Filmregisseur und Filmeditor. Eines seiner Pseudonyme ist Vincent Dawn.

## Leben und Werk
Mattei begann seine Arbeit beim Film in den 1950er Jahren als Schnittassistent. In dieser Rolle konnte er zahlreiche Erfahrungen sammeln und arbeitete im Verlauf seiner Beschäftigung mit bekannten Regisseuren zusammen, darunter auch Joe D’Amato. Diese prägten, laut Mattei, seine Regiearbeit und die Absichten seiner Arbeiten stark. 1970 drehte Mattei seinen ersten eigenen Film, den Schwarzweißfilm Armida, il dramma di una sposa.
In der Folgezeit drehte Mattei unter verschiedenen Pseudonymen kleinere Filme und erkannte rasch die aufkommende Beliebtheit von Frauengefängnisfilmen und verband sie mit dem Lagerwesen der nationalsozialistischen KZs. Dies brachte Mattei den berüchtigten Ruf des Mitinitiators der Naziploitation-Welle und viele empörte Kritiken ein. In den nächsten Jahren beschränkte sich Mattei auch weiterhin auf Erotik-Produktionen, u. a. ein Teil der „Emanuelle“-Reihe und sog. „Sex-Mondos“, bis er 1980 den Zombiefilm Virus (auch bekannt als Die Hölle der lebenden Toten) drehte. Im Zuge des Erfolgs von George A. Romeros Dawn of the Dead und dem italienischen Zombi 2 schuf er einen weiteren Beitrag zur eintretenden Zombie-Welle in den italienischen Kinos der damaligen Zeit.
Nach diesem weiteren Ausflug in das Horror-Genre zog sich Mattei wieder in die Erotik-Produktionen zurück. Hierbei schuf er, im Fahrtwind des Erfolges von Tinto Brass’ Caligula, Nero und die Huren des römischen Reichs und war ungenannt an einem direkten Spin-off zu Caligula, Caligula und Messalina, beteiligt. 1982 drehte Mattei zusammen mit Laura Gemser zwei weitere Frauengefängnisfilme. Nachdem Mattei 1984 mit Riffs III einen Science-Fiction-Film gedreht hatte, flaute seine Karriere ab.
Erst 1988 machte er sich wieder von sich reden, als er Zombie III für den erkrankten Lucio Fulci fertigstellte. Seinen Anteil an dem Film bezifferte Mattei mit 60 %. Im Anschluss darauf fertigte Mattei zahlreiche Actionfilme, die oftmals in der Intention entstanden, amerikanische Vorbilder nachzuahmen. So wurde einer der Filme unter dem Titel Terminator 2 vertrieben. Mit der Fernsehproduktion Jaws 5 drehte Mattei 1995 ein weiteres inoffizielles Spin-off einer erfolgreichen Filmserie.
An alte Erfolge konnte Mattei jedoch nicht anknüpfen, da Softcore-Produktionen mittlerweile von Hardcore-Filmen verdrängt wurden. Im Gegensatz zu seinem Freund D’Amato ging er dieser Arbeit nicht nach und machte erst 2003 auf sich aufmerksam, indem er das 8-mm-Remake Snuff Killer drehte und im selben Jahr einen Kannibalenfilm herausbrachte, obschon dieses Subgenre seit Anfang der 1980er Jahre als tot galt. Auch hier sorgte Mattei für Skandale, da er – wie schon im Kannibalenfilm der späten 70er und frühen 80er Jahre Usus – Tiere für die Kamera töten ließ.
Mattei starb am 21. Mai 2007, nachdem er eine Woche zuvor in ein Koma gefallen war.

## Pseudonyme
Mattei hat unter zahlreichen Pseudonymen an Filmen mitgewirkt. Die am häufigsten verwendeten sind Vincent Dawn und Jordan B. Matthews.

## Filmografie (Auswahl)

### Als Regisseur
- 1970: Armida, il dramma di una sposa
- 1976: Cuginetta, amore mio!
- 1977: Emmanuelle – Sinnlichkeit hat tausend Namen (Notti porno del mondo)
- 1977: KZ9 – lager di sterminio
- 1977: Private House of the SS Girls (Casa privata per le SS)
- 1978: Alle Perversionen dieser Welt (Emanuelle e le porni notto di mondo n. 2)
- 1979: Libidomania – Alle Abarten dieser Welt (Sexual Aberration (Sesso perverso))
- 1979: Ein zärtliches Biest (Cicciolina amore mio)
- 1980: Hölle der lebenden Toten (Virus) – auch Drehbuch
- 1980: La provinciale a lezione di sesso
- 1980: Sesso perverso, mondo violento
- 1980: Das süße Leben der Nonne von Monza (La vera storia della monaca di Monza)
- 1981: L’altro inferno
- 1981: Caligula und Messalina (Caligola e Messalina)
- 1982: Laura – Eine Frau geht durch die Hölle (Violenza in un carcere femminile)
- 1982: Nero und die Huren des römischen Reiches (Nerone e Poppea)
- 1983: Laura II – Revolte im Frauenzuchthaus (Blade Violent – I violenti)
- 1983: Die sieben glorreichen Gladiatoren (I sette magnifici gladiatori)
- 1984: Riffs III – Die Ratten von Manhattan (Rats – notti di terrore)
- 1986: Scalps (Scalps)
- 1986: Der weiße Apache – Die Rache des Halbbluts (Bianco Apache)
- 1987: Cobra Force (Strike Commando) (& Schnitt)
- 1987: Der Kampfgigant (Double Target)
- 1987: Treffpunkt Triest (Appuntamento a Trieste) (Fernsehfilm)
- 1988: Born to Win (Born to Fight)
- 1988: Heroin Force (Trappola diabolica) – auch Schnitt
- 1988: Roboman (Robowar)
- 1988: Zombie III (Zombi 3) – (uncredited)
- 1989: Contaminator – Die Mordmaschine aus der Zukunft (Terminator 2)
- 1989: GI-Killer (Cop Game)
- 1989: Treffpunkt Triest (Appuntamento a Trieste) (Fernseh-Miniserie)
- 1995: The Beast – Unheimliche Tiefe (Cruel Jaws – Fauci crudeli)
- 1996: Body & Soul (Ljuba)
- 2003: Snuff Trap – Die Kamera läuft (Snuff Killer)
- 2006: Island of the Living Dead (L'isola dei morti viventi)
- 2007: Zombies – The Beginning (Zombi: La creazione)

### Als Editor
- 1965: Uccidete Johnny Ringo
- 1968: Carrera – Das Geheimnis der blonden Katze (El magnifico Tony Carrera)
- 1968: Die Nichten der Frau Oberst
- 1969: Der heiße Tod (99 mujeres)
- 1970: Nachts, wenn Dracula erwacht
- 1976: Nackte Eva (Eva nera)
- 1976: Velluto nero
- 1984: Angel in the Dark (Hanna D. – la ragazza del Vondel Park)

### Als Drehbuchautor
- 1975: Foltergarten der Sinnlichkeit (Emanuelle e Françoise (Le sorelline))